# Saint-Martin-du-Clocher
Saint-Martin-du-Clocher is een gemeente in het Franse departement Charente (regio Nouvelle-Aquitaine) en telt 139 inwoners (1999). De plaats maakt deel uit van het arrondissement Confolens.

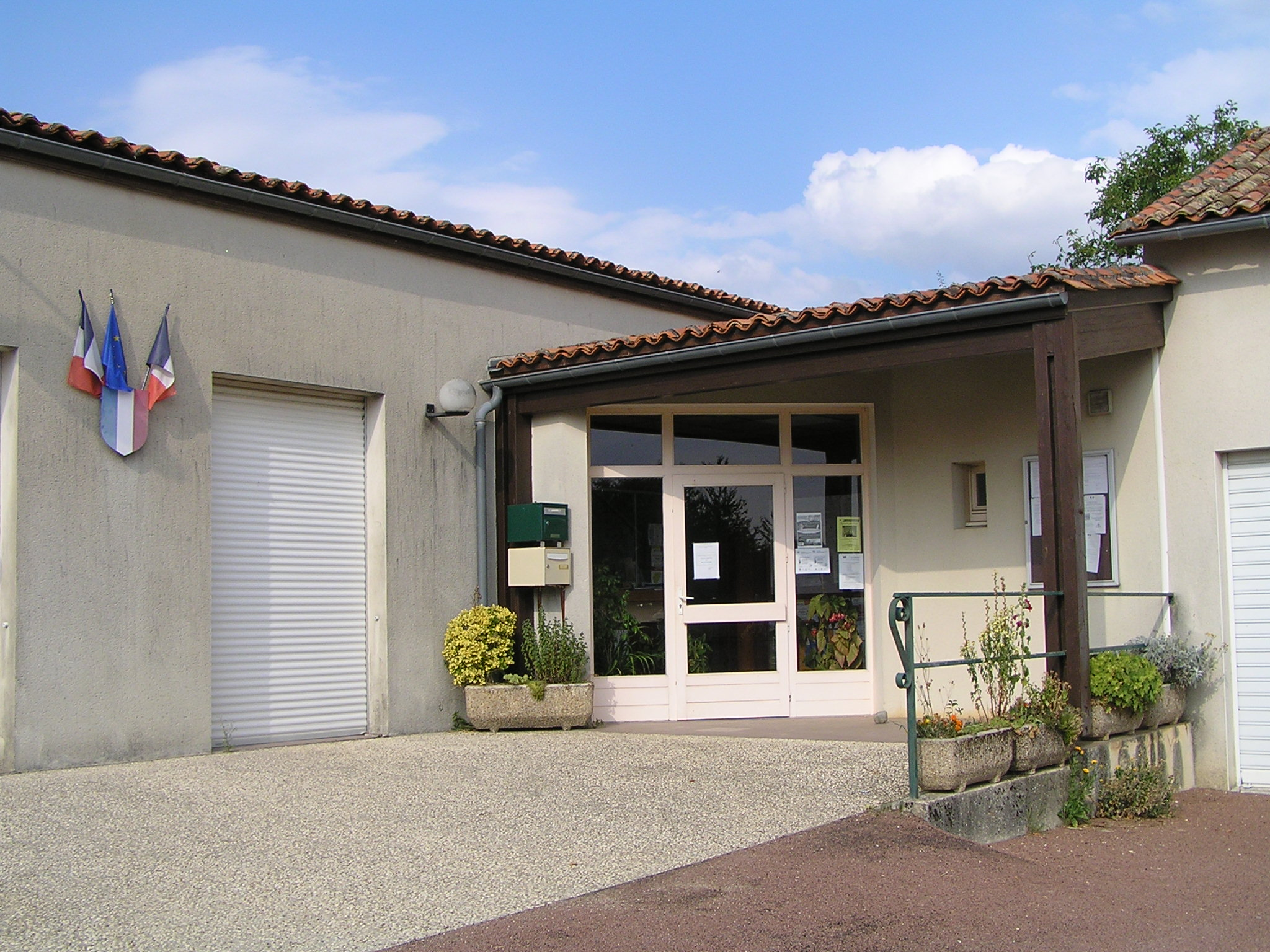
Gemeentehuis
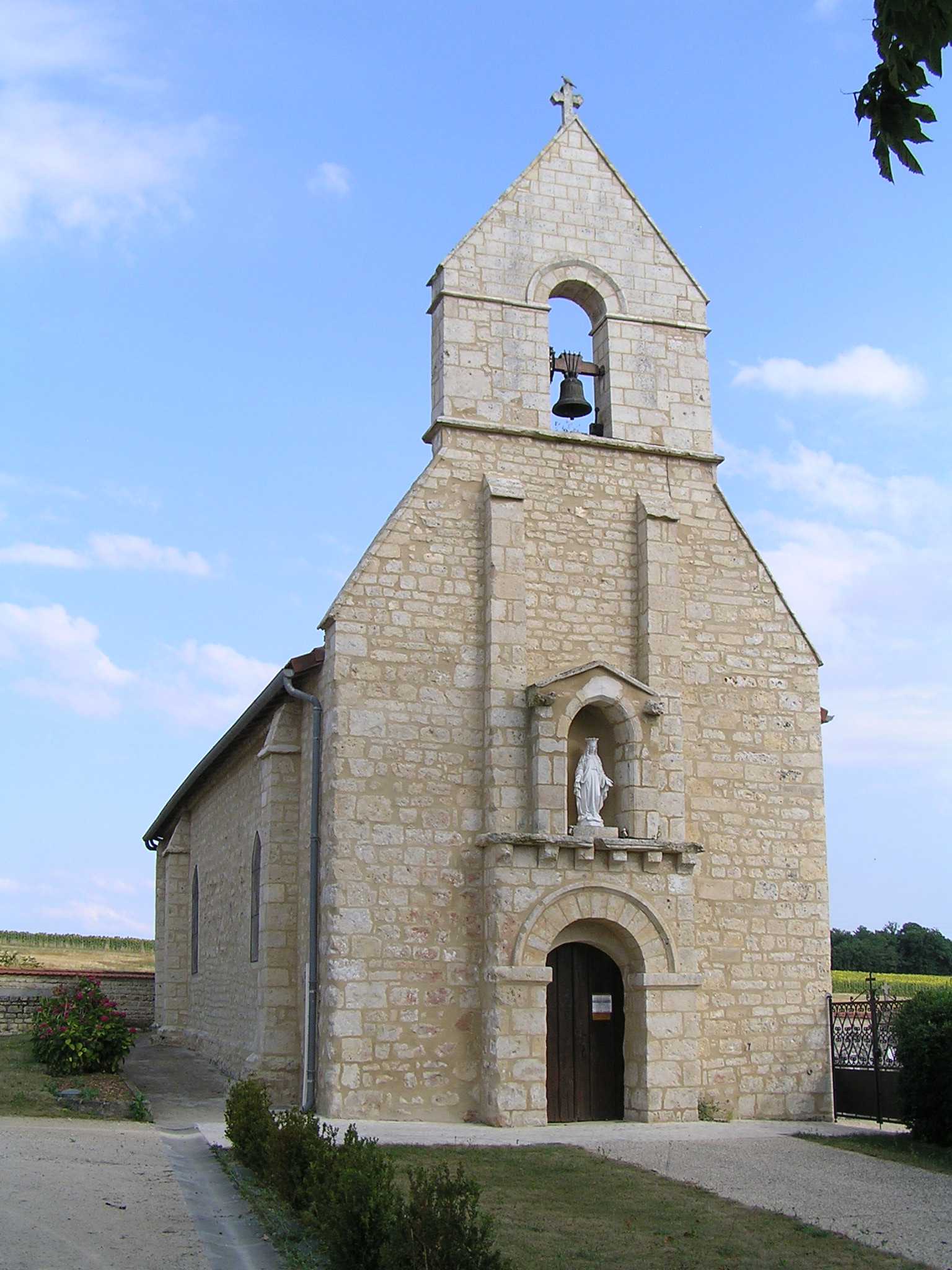
Kerk van Saint-Martin-du-Clocher

## Geografie
De oppervlakte van Saint-Martin-du-Clocher bedraagt 6,6 km², de bevolkingsdichtheid is 21,1 inwoners per km².
De onderstaande kaart toont de ligging van Saint-Martin-du-Clocher met de belangrijkste infrastructuur en aangrenzende gemeenten.

## Demografie
Onderstaande figuur toont het verloop van het inwonertal (bron: INSEE-tellingen).